# غاري ويليامسون بارنز
غاري ويليامسون بارنز (بالإنجليزية: Garry Williamson Barnes)‏ (24 يناير 1982 في المملكة المتحدة ) هو لاعب كرة قدم بريطاني يلعب في مركز الهجوم. لعب مع دورهام سيتي ‏ ونيوكاسل بلوستار ‏ وShildon A.F.C. ‏ وسبنيمور تاون ‏ وسبنيمور يونايتد ‏ وتولو تاون ‏ ووست أوكلاند تاون ‏ ودارلينجتون إف سى.

## وصلات خارجية
- غاري ويليامسون بارنز على موقع قاعدة بيانات كرة القدم.إي يو (الإنجليزية)
- غاري ويليامسون بارنز على موقع Soccerbase.com (لاعب) (الإنجليزية)